# Coluber variabilis
Coluber variabilis este o specie de șerpi din genul Coluber, familia Colubridae, descrisă de Boulenger 1905. Conform Catalogue of Life specia Coluber variabilis nu are subspecii cunoscute.